# Abida vasconica
Abida vasconica е вид коремоного от семейство Chondrinidae.

## Разпространение
Видът е разпространен в Испания.